# Elise Kesselbeck
Elise Rosette Sophie Kesselbeck (* 28. November 1870 in Hannover; † 10. Juli 1956 in Bremen) war eine deutsche Politikerin (SPD, KPD) und Frauenrechtlerin.

## Biografie
Elise Kesselbeck war die Tochter sozialdemokratischer Eltern. 1892 zog sie nach Bremen und war als Dienstmädchen tätig. Sie engagierte sich seit etwa 1900 in der Dienstbotenbewegung. 1902 heiratete sie den Expedienten Alfred Carl Kesselbeck. Sie war im Sozialdemokratischen Parteiverein aktiv. Gegen Ende des Ersten Weltkriegs ging sie zu den Bremer Linken, die sich im November 1918 als Internationale Kommunisten-Ortsgruppe Bremen konstituierten. Der Arbeiter- und Soldatenrat in Bremen berief im November 1918 eine Frauenversammlung ein, zur Durchsetzung des Frauenwahlrechts. Kesselbeck (KPD) und Anna Stiegler (USPD) wurden in das Büro des Arbeiter- und Soldatenrat gewählt. Nach der Niederschlagung der Bremer Räterepublik am 4. Februar 1919 organisierte sie im Gewerkschaftshaus die Trauerfeier für die Opfer.
Sie vertrat die KPD in der verfassunggebenden Bremer Nationalversammlung von 1919/20 und verließ – wie alle KPD-Abgeordneten – das Gremium vorzeitig. Im Juni 1920 wurde sie in die Bremische Bürgerschaft gewählt, der sie bis zum November 1923 angehörte. Sie vertrat soziale Probleme und Frauenfragen, prangerte Missstände in einem Kinderheim an und wollte sozial gestaffelte Gaspreise. Sie war zudem bis 1933 Vorsitzende des Frauen- und Kinderchors im Arbeitergesangverein. 
Kesselbeck wohnte bis 1944 in Bremer - Walle; ausgebombt lebte sie bis 1949 außerhalb der Stadt. Sie war durch ihr politisches Engagement eine bedeutende Frau der Bremer Frauenbewegung.

## Weblink
- Frauenmuseum, Porträt

| Personendaten    | Personendaten                                              |
| ---------------- | ---------------------------------------------------------- |
| NAME             | Kesselbeck, Elise                                          |
| ALTERNATIVNAMEN  | Kesselbeck, Elise Rosette Sophie (vollständiger Name)      |
| KURZBESCHREIBUNG | deutsche Politikerin (SPD, KPD), MdBB und Frauenrechtlerin |
| GEBURTSDATUM     | 28. November 1870                                          |
| GEBURTSORT       | Hannover                                                   |
| STERBEDATUM      | 10. Juli 1956                                              |
| STERBEORT        | Bremen                                                     |